# Rudolf II. von Scherenberg

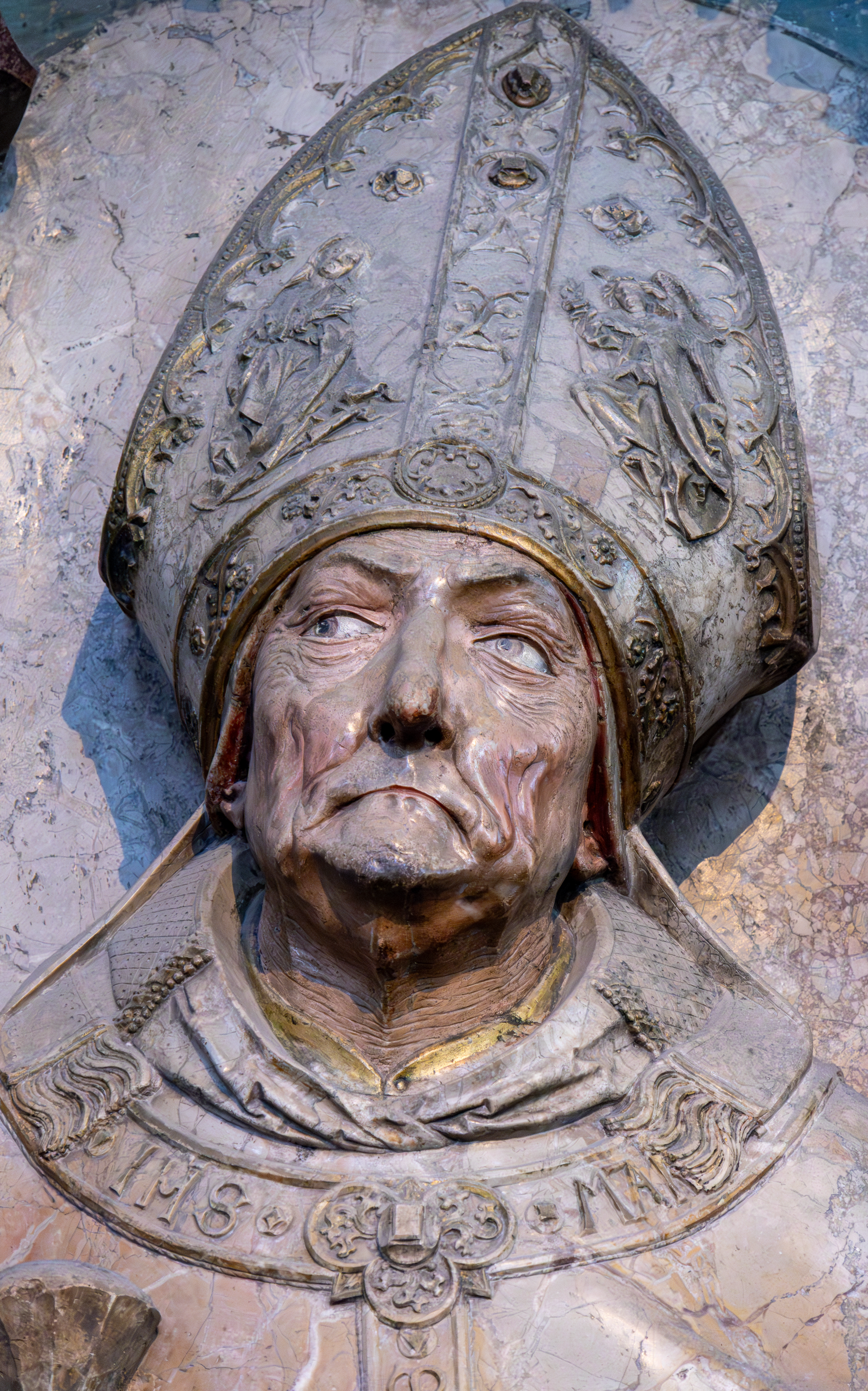
Gesichtszüge des Rudolf von Scherenberg als Ausschnitt des Epitaphaltars des Künstlers Tilman Riemenschneider im Würzburger Dom

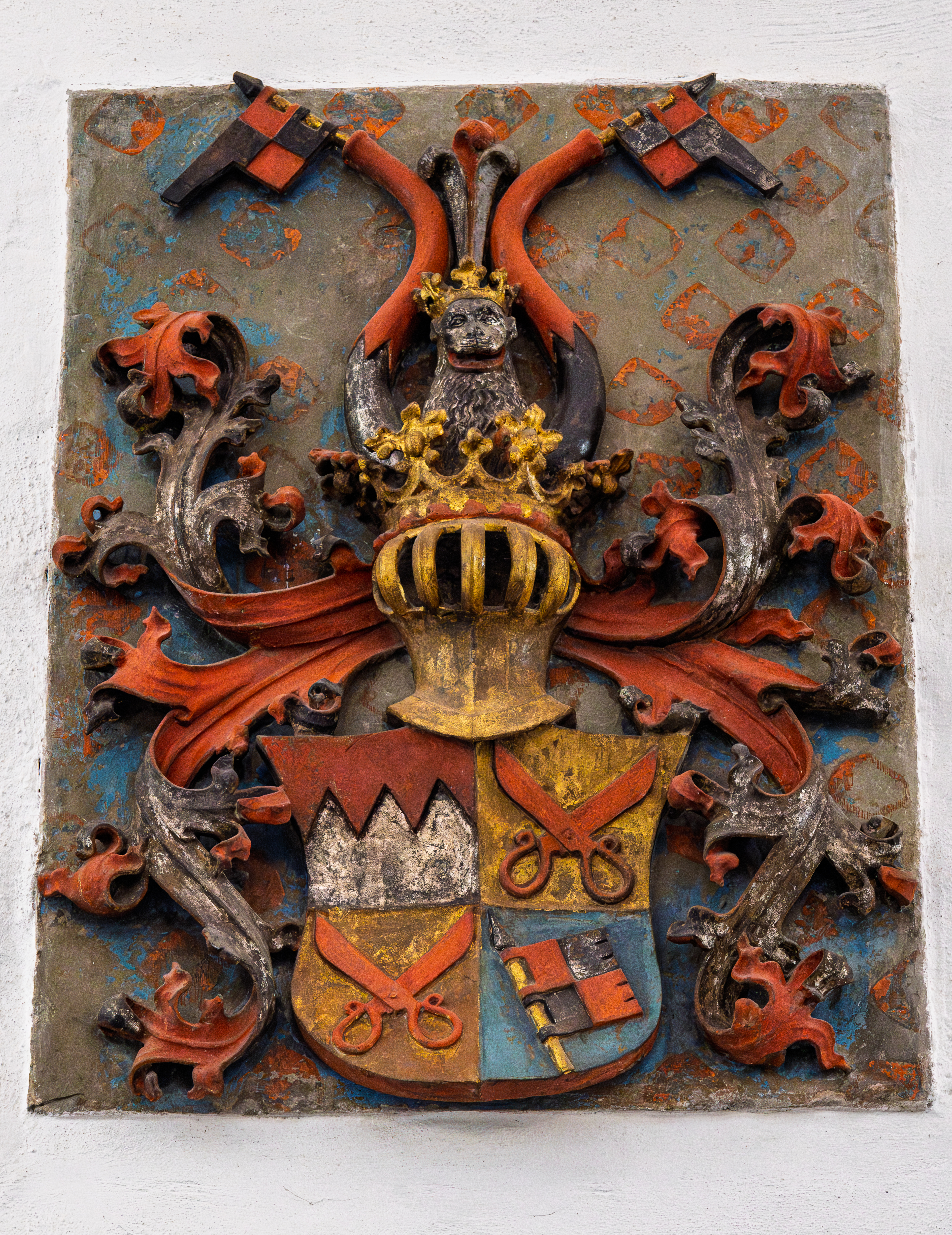
Gemehrtes fürstbischöfliches Wappen an der Südwand des südlichen Seitenschiffes im Würzburger Dom.

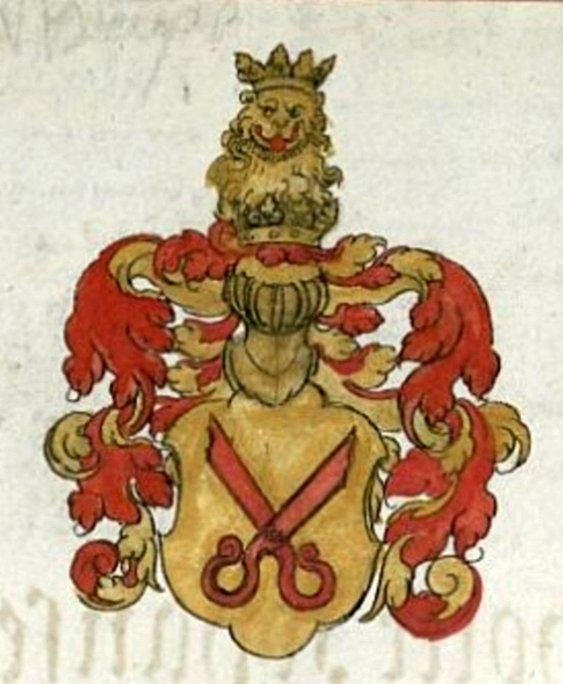
Wappen Rudolf II. von Scherenburg nach Lorenz Fries: Chronik der Bischöfe von Würzburg, 1574–1582

Rudolf II. von Scherenberg (* um 1401 wahrscheinlich in Frankenwinheim; † 29. April 1495 auf der Festung Marienberg in Würzburg) war ein deutscher römisch-katholischer Geistlicher und Adliger. Er war Fürstbischof von Würzburg von 1466 bis zu seinem Tod 1495.

## Familiärer Kontext
Rudolf von Scherenberg stammte aus dem fränkischen Adelsgeschlecht der von Scherenberg aus dem Steigerwald. Er war als Sohn von Erhard von Scherenberg und Anna von Masbach der Letzte seines Geschlechts.

## Rudolf II. als Bischof
Rudolf von Scherenberg war 1416/17 an der Universität Leipzig immatrikuliert und noch einmal 1437 an der Universität Heidelberg, um den Wirren in Würzburg zu entgehen, die unter Johann II. von Brunn entstanden waren. 1450 war er Scholaster, das heißt Leiter der Domschule. Am 30. April 1466 wurde er zum Bischof ernannt und folgte Johann III. von Grumbach nach. Er wurde als Bischof am 20. Juni von Papst Paul II. bestätigt und erhielt am 28. September die Weihe.
Der Bischof galt als talentierter Verwalter. Es gelang ihm, die auf dem Bistum lastenden Schulden abzutragen und Besitz und Ämter auszulösen bzw. zurückzugewinnen. Er setzte sich für die Aufrechterhaltung des Landfriedens ein und erneuerte die Bündnisse seiner Vorgänger. Ihm gelang auch die Aussöhnung mit dem Hochstift Bamberg. Das nach ihm benannte Scherenbergtor auf der Festung Marienberg ist der Eingang zum wichtigsten Hof.
Wiederholt war Markgraf Albrecht Achilles sein Gegner, der mit der Einführung der Pfaffensteuer für sein Gebiet, neben weiteren Maßnahmen, den Klerus in seinem Einflussbereich stärker von sich abhängig machen wollte. Damit wurde der Konflikt zwischen geistlicher und weltlicher Macht offen ausgetragen. Zusammen mit dem Bamberger Bischof Philipp von Henneberg sprach Rudolf II. den Kirchenbann und das Interdikt gegen Albrecht Achilles aus. Im Bayerischen Krieg ergriffen die beiden Bischöfe auf der Seite Ludwigs des Reichen von Bayern-Landshut in einem Zweckbündnis auch militärisch Partei gegen Albrecht Achilles.
Mit dem Auftreten von Hans Böhm, dem Pauker von Niklashausen bekam er einen Vorgeschmack des späteren Bauernkrieges zu spüren. Zwar konnten die bedrohlich erscheinenden, jedoch weitgehend friedlichen Ansammlungen der Bauern und das neue Gedankengut mit dem Ruf nach Veränderungen zerstreut werden. Hans Böhm wurde 1476 in Würzburg auf dem Scheiterhaufen verbrannt, die Situation eskalierte aber etwa 50 Jahre später im Bauernkrieg erheblich und wandte sich in aller Schärfe auch gegen die Obrigkeit.
Im Jahr 1480 hatte Rudolf als erster Regent Instruktionen für Stadthebammen herausgegeben (Umfangreichere Hebammenordnungen gab es erst im 16. Jahrhundert häufiger). In den Jahren 1490 und 1494 erließ er Kleiderordnungen für Prostituierte.

## Epitaphaltar von Tilman Riemenschneider im Würzburger Dom

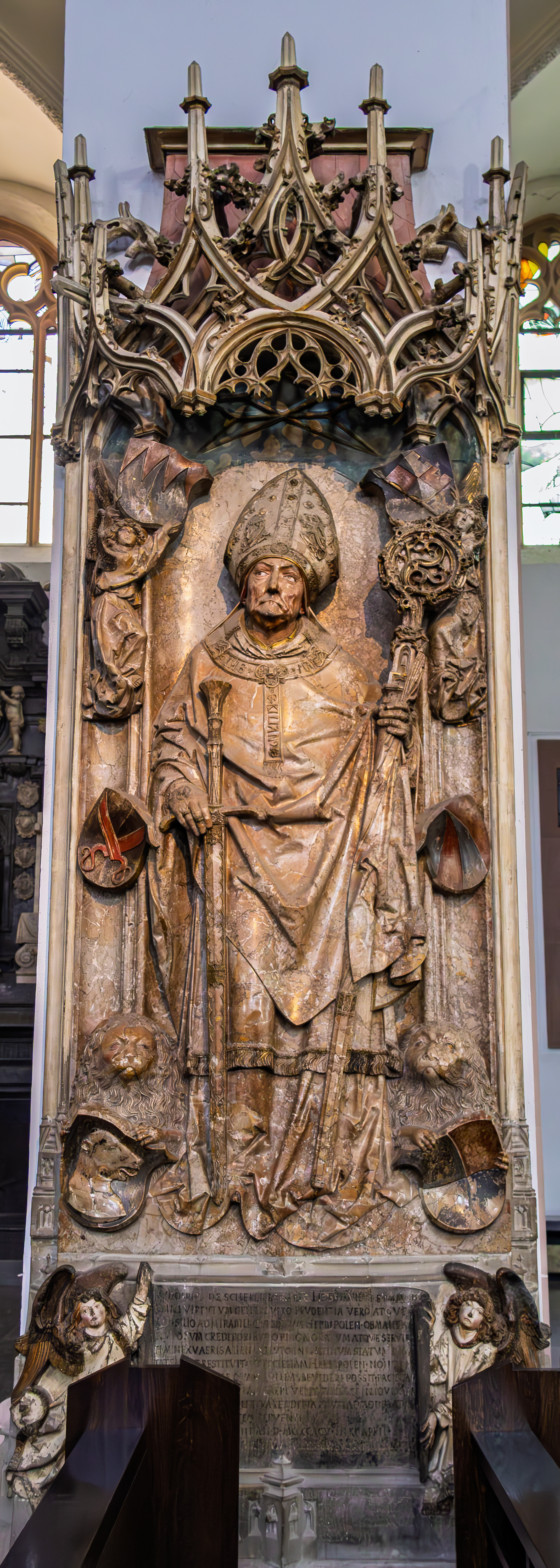

Fürstbischof Rudolf von Scherenberg ist auch wegen seines Grabes in der Kathedrale St. Kilian in Würzburg bekannt. Er starb im Jahre 1495 an einem Steinleiden. Bei seiner Sektion wurde ein großer harter, über 500 Gramm schwerer Stein in der Harnblase vorgefunden, der mit der Blasenwand verwachsen war. Sein Nachfolger Lorenz von Bibra gab Tilman Riemenschneider den Auftrag, Rudolf von Scherenbergs Grab zu entwerfen. Lorenz von Bibra hatte bereits zu Lebzeiten Riemenschneider beauftragt, sein eigenes Grab nur ein paar Meter entfernt von Scherenbergs Grab anzulegen. Heute stehen die beiden Grabdenkmäler nebeneinander, aus gleichem Kalkstein, dem Adneter Marmor aus Österreich, und mit vergleichbarem Motiv, aber in zwei verschiedenen Stilen, nämlich Spätgotik und Renaissance. Ein Merkmal, an dem man die Veränderung der Stile erkennt, sind die Gesichtszüge der beiden Fürstbischöfe: Scherenbergs Gesicht zeigt jede Falte, Lorenz’ Gesicht ist dagegen idealisiert. Diese beiden Gräber zählen zu Riemenschneiders bekanntesten Werken.

## In der Kunst
- Das Wappen Rudolps von Scherenberg, Bischoff zu Würzburg, neben diesem ein unbekanntes Wappen; über diese die Figur eines Bischoffes. Ein Blatt in der Manier von Mart. Schongauer gestochen, zum Missale Herbipolensis[5] vom Jahr 1479.[6]